# Hochendotheliale Venole

Postkapilläre Venole in einem Lymphknoten: (1) Makrophage, (2) Lymphozyten, (3) Postkapilläre Venole mit kubischem Epithel, (4) Lymphgefäß und Lymphkapillare

Der Begriff hochendotheliale Venole (HEV) oder postkapilläre (epitheloide) Venole, oft auch englisch high endothelial venule, bezeichnet ein kleines venöses Blutgefäß, das in allen lymphatischen Organen mit Ausnahme der Milz (also Lymphknoten (v. a. parakortikale Zone), Peyersche Platten, Mandeln) direkt neben den Lymphfollikeln zu finden ist.

## Funktion
Die Venole ermöglicht den Durchtritt (Leukodiapedese) der Lymphozyten aus dem Blut in die umliegenden Bereiche. Die Innenwand (Intima aus Endothelzellen) einer HEV ist – im Unterschied zu anderen Venolen – nicht mit flachen, sondern mit kubisch geformten (isoprismatischen) Zellen ausgekleidet, die daher anstelle von abgeplatteten auch runde Zellkerne besitzen.